# Megalonotini
Tribu
Les Megalonotini sont une tribu d'insectes hétéroptères (punaises) de la famille des Rhyparochromidae.

## Description
Ces punaises sont semblables aux Rhyparochromini, et on ne dispose pas encore de critère pour différencier ces deux tribus au stade adulte. Au stade juvénile, la suture abdominale des juvéniles ne se termine pas en « Y » chez les Megalonotini, alors que c'est le cas chez les Rhyparochromini.
Chez les adultes, les stigmates abdominaux sont ventraux, sauf sur les segments 3 et 4 où ils sont dorsaux. Des latérotergites intermédiaires sont présents. Les bords du pronotum sont en général non marginés. Chez les juvéniles, trois ouvertures de glandes odoriférantes sont visibles,.

## Répartition et habitat
Cette tribu a une répartition principalement paléarctique, où elle est la plus diversifiée. Deux, peut-être trois espèces se rencontrent dans la zone néarctique, sans doute par extension à travers le détroit de Béring, Sphragisticus nebulosus et Megalonotus sabulicola, toutes deux présentes au Québec.
Dans la région afrotropicale, on en rencontre quelques genres et espèces, dont un, Dermatinoides Slater & Sweet, 1973, particulier et isolé, inapte au vol, a été décrit d'Afrique du Sud. Enfin, quelques espèces sont présentes dans la région indomalaise. Les Megalonotini sont par contre absents des zones néotropicale et australienne.
Dans les hypothèses de peuplement, il est difficile de trancher si les Megalonotini étaient dès le départ répandus en Afrique et en Eurasie, s'il s'agit d'un groupe paléarctique qui a atteint l'Afrique au Tertiaire, ou d'un groupe africain qui a atteint le Paléarctique et s'y est diversifié. Selon James A. Slater, l'existence du genre Dermatinoides, endémique d'Afrique du Sud et isolé, s'expliquerait par une présence ancienne et large des Megalonotini en Afrique, adaptés à des conditions plutôt sèches, qui auraient très fortement régressé lors de périodes mésiques (avec plus d'humidité), et qui auraient subi la concurrence des espèces dominantes de Myodochini et de Rhyparochromini lorsque la savane se serait à nouveau développée.
En France, on en rencontre 18 espèces, dans les genres Icus, Lamprodema, Lasiocoris, Megalonotus, Piezoscelis, Proderus, Sphragisticus et Tempereocoris.
Les Megalonotini sont des habitants de la litière du sol.

## Biologie
Il s'agit de granivores plutôt polyphages.

## Systématique
Cette tribu a été établie en 1957 par James Alex Slater qui la sépare de celle des Rhyparochromini (établie dès 1872 par Carl Stål). Elle a été confirmée en 1961 par Slater & Sweet, et par Sweet en 1967 et les auteurs subséquents.
Le genre type de cette tribu est Megalonotus Fieber, 1861 (dont l'espèce type est M. chiragra (Fabricius, 1794)).
Aucune fossile n'a été attribué à ce groupe.
Aujourd'hui, le groupe contient une vingtaine de genres et un peu plus de 80 espèces, dont le site Lygaeoidea Species Files donne un catalogue en ligne. Péricart donne une clé des genres et des espèces paléarctiques.

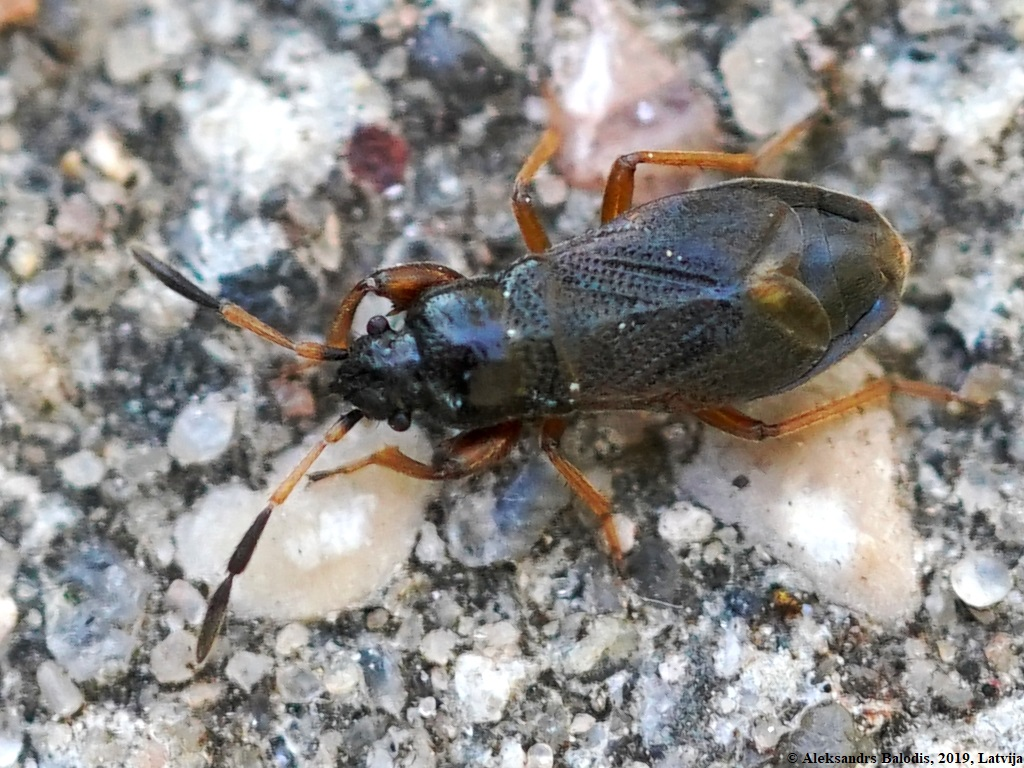
Megalonotus antennatus, Lettonie.
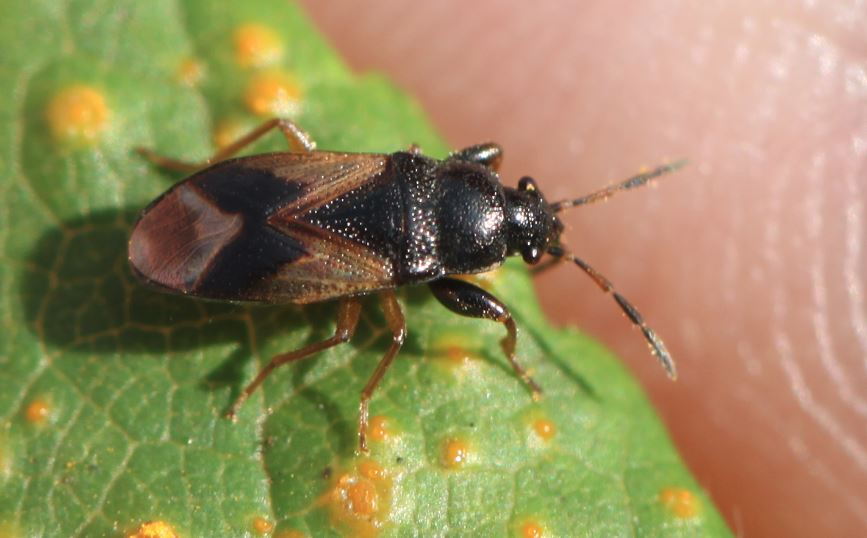
Megalonotus praetextatus, Allemagne.
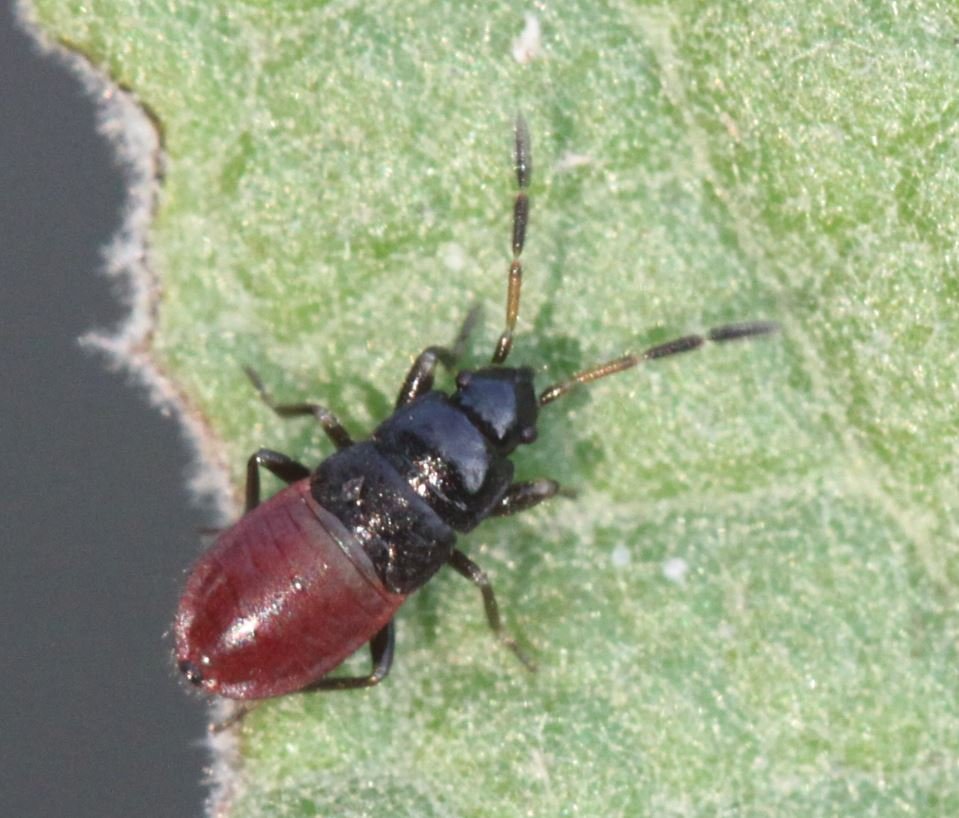
Juvénile de Megalonotus praetextatus.
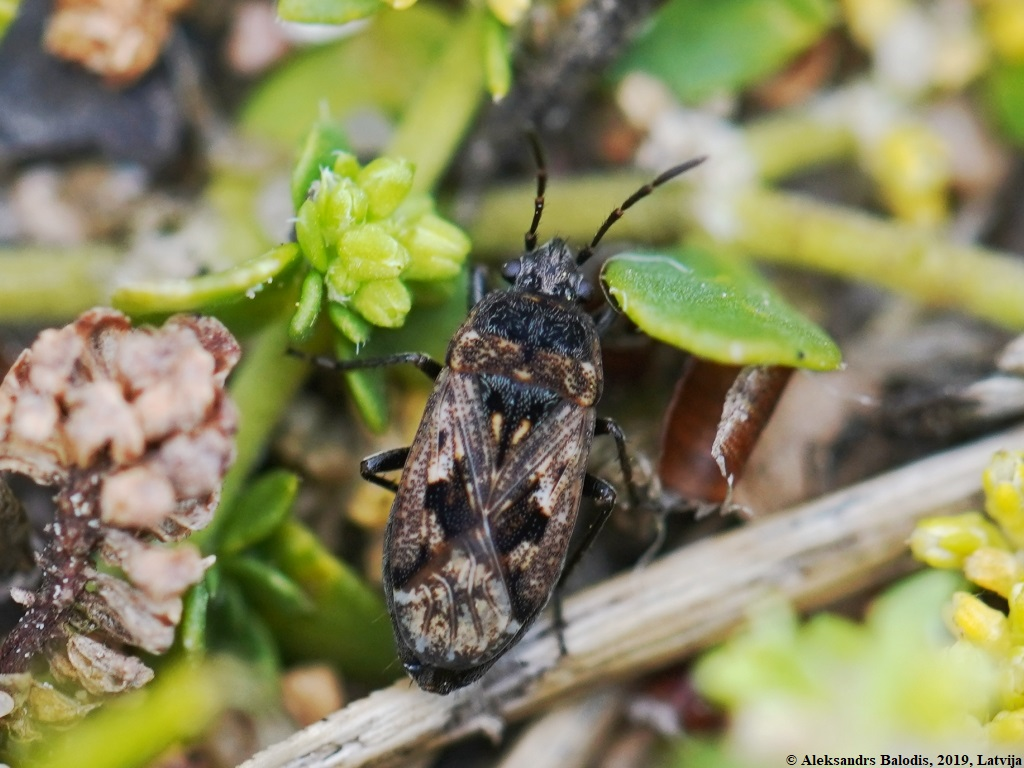
Sphragisticus nebulosus, Lettonie
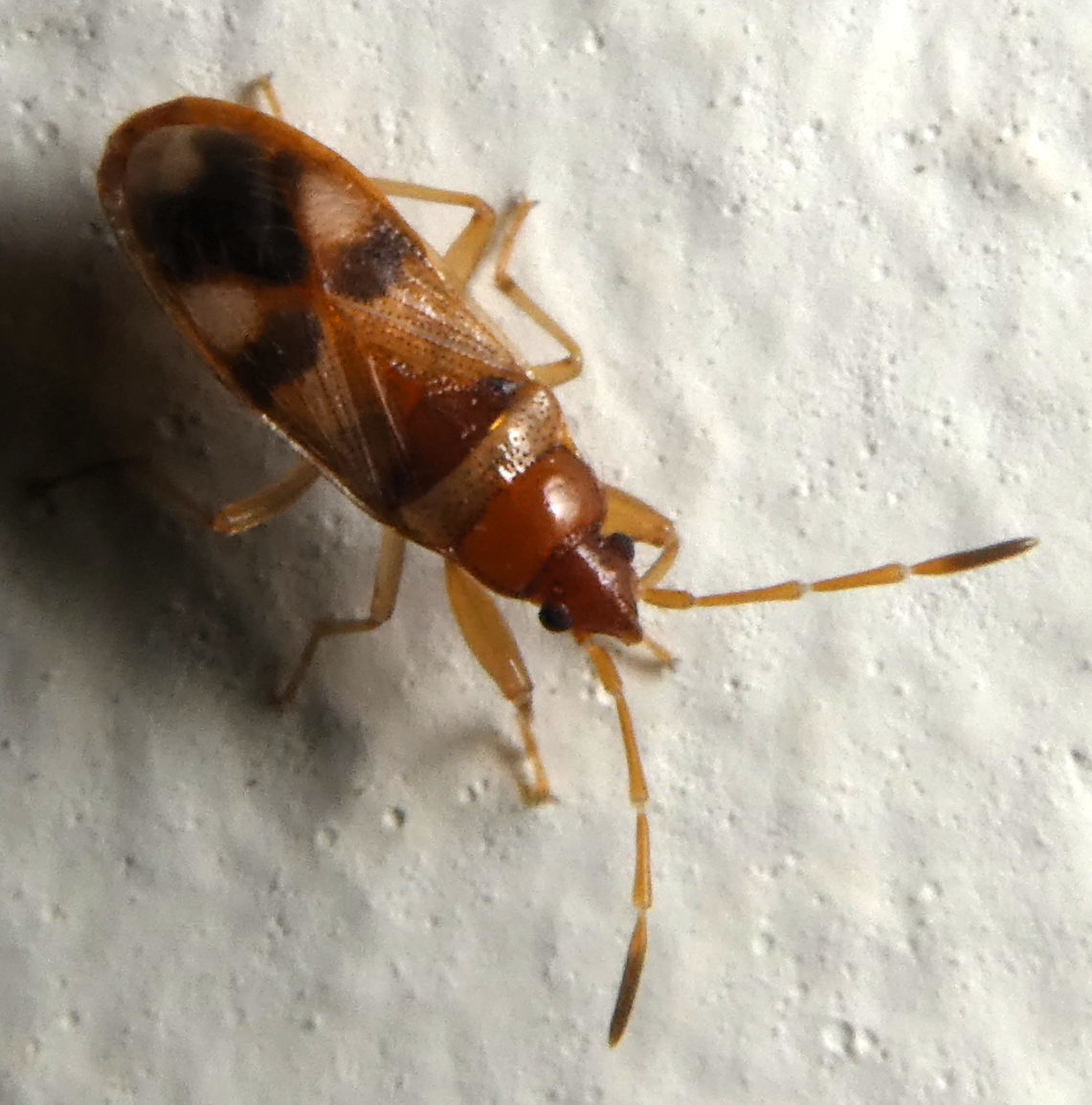
Tethallotrum heteronotus, Israël.

### Liste des genres
Selon BioLib (01 février 2023), complété par Lygaeoidea Species Files :
- genre Afralampes Slater, 1998
- genre Allocentrum Bergroth, 1894
- genre Anepsiocoris Puton, 1886
- genre Anepsiodes Reuter, 1882
- genre Dermatinoides Slater & Sweet, 1973
- genre Hadrocnemis Jakovlev, 1881
- genre Hispanocoris Costas & Vazquez, 1999
- genre Icus Fieber, 1860
- genre Lamprodema Fieber, 1860
- genre Lasiocoris Fieber, 1860
- genre Leptomelus Jakovlev, 1882
- genre Megalonotus Fieber, 1860
- genre Metastenothorax Reuter, 1884
- genre Microthisus Lindberg, 1958
- genre Pezocoris Jakovlev, 1875
- genre Piezoscelis Fieber, 1870
- genre Polycrates Stål, 1865
- genre Proderus Fieber, 1860
- genre Sphragisticus Stål, 1872
- genre Tempereocoris Pericart, 1995
- genre Tethallotrum Scudder, 1962